# Spintires
Spintires — компьютерная игра в жанре автосимулятора, разработанная студией Oovee Game Studios. В Spintires игроки управляют грузовыми автомобилями и передвигаются по пересечённой местности, выполняя поставленные задачи. Релиз игры состоялся 13 июня 2014 года. 30 октября 2017 года вышел спин-офф игры под названием MudRunner.

## Игровой процесс
Spintires — автосимулятор, в котором игрокам предстоит отправиться в путешествие по грязным грунтовым дорогам России на старых советских грузовиках, имея при себе только карту и компас. Задача — доставить груз к месту назначения, избегая повреждений автомобиля и преодолевая сложные природные условия. В игре предусмотрены однопользовательский и многопользовательский режимы.
Игровой процесс учитывает множество факторов, таких как физика автомобиля, вязкость грунта, особенности рельефа и смена времени суток. Из-за сложного ландшафта игрокам приходится учитывать все эти условия и адаптировать стиль вождения. Например, они не могут просто зажать клавишу «вперёд» и ехать прямо — необходимо подстраиваться под особенности местности и выбирать оптимальный маршрут.
В игре доступны два режима: обычный и сложный. В сложном режиме увеличен расход топлива, а проложенные игроком маршруты не отображаются на карте во время движения. Камера расположена снаружи автомобиля и управляется с помощью мыши. Вид из кабины отсутствует.

## Разработка
Разработке проекта предшествовала демонстрационная версия компьютерной игры, созданная Павлом Загребельным для участия в конкурсе Intel Level Up 2009, где она заняла первое место в номинации «Лучшая многопоточная игра» и второе место в номинации «Лучшая игра, оптимизированная для видеокарт Intel».
В 2013 году игра собрала 82 684 доллара на Kickstarter. Спустя несколько дней после выхода Spintires стала самой продаваемой компьютерной игрой на платформе Steam, а через месяц всё ещё удерживала позицию в топе продаж, при этом количество проданных копий превысило 100 тысяч. В 2014 году Павел Загребельный заявил, что компания Oovee забрала деньги и прекратила с ним сотрудничество, из-за чего он не смог выпускать обновления для проекта. Однако Oovee опровергла эти обвинения, заявив, что Загребельный получил полную оплату за свою работу и что со стороны компании не было нарушений контракта. Впоследствии и Oovee, и Загребельный объяснили конфликт «проблемами с коммуникацией» и допустили возможность выхода сиквела Spintires в будущем.
Летом 2018 года, благодаря уязвимости в защите Steam Web API, стало известно, что точное число пользователей Steam, сыгравших в игру хотя бы раз, составило 1 392 564 человека.
По состоянию на 2024 год, из-за разногласий по поводу авторских прав игра более недоступна для загрузки в Steam.

## Отзывы критиков
Spintires получила смешанные отзывы критиков. Кристиан Донлан из Eurogamer включил Spintires в список «Лучших игр 2014 года», написав: «Spintires может превратить лужу в декорацию. Она способна заставить вас почувствовать, что скорость в ноль миль в час — это скорость, которая может раздробить костяшки пальцев. Это roguelike, в котором вы запускаете игру, управляете персонажем на колёсах и смотрите, как далеко сможете проехать на одном баке бензина». При этом он отметил, что игра «уродлива, но прекрасна и сосредоточена на красоте уродства».
Энди Келли, обозреватель PC Gamer, высоко оценил игровой процесс и разнообразие транспортных средств, но указал на ограниченность игрового мира и несовершенство управления камерой. В своей рецензии он написал: «Как бы ни была мне симпатична Spintires и как бы я ни восхищался её технологиями, я не могу сказать, что она мне действительно понравилась. Иногда в игре случаются захватывающие моменты — например, когда я чуть не перевернулся и не потерял свой груз в нескольких метрах от точки доставки или когда я думал, что пересекаю мелкий пруд, а оказалось, что я полностью погрузился в реку. Но таких моментов очень мало. В основном я просто ругаюсь на грязь».
Джеймс Каннингем из Hardcore Gamer также положительно отозвался об игре. Он сказал: «Spintires — это игра, которая предлагает игрокам наслаждаться процессом, а не воспринимать его как работу. Природа здесь прекрасна и величественна, а карты наполнены уникальными и запоминающимися местами. Однако природа может быть и врагом. Увлекательный геймплей и живописные пейзажи позволяют недооценить, каким неумолимым противником может быть окружающая среда. Но стоит лишь пару раз застрять в грязи, и эта иллюзия рушится. После этого наступает время „растоптать пейзаж“ с помощью самых мощных и дымящих грузовиков, которые может предложить Spintires».
Фил Хартуп из New Statesman назвал Spintires игрой с лучшими визуальными эффектами 2014 года. Он отметил: «В Spintires я увидел грязь. Самую лучшую грязь, которую я когда-либо встречал в играх. Я видел, как она разлеталась и хлюпала, как вода стекала по протектору шин и скапливалась в грязевых колеях. Я любовался этим — и не только потому, что часто застревал. Может быть, это несерьёзная игра про грузовики и деревья, но другим играм стоит у неё поучиться».

## Продолжение
В 2015 году Загребельный вернулся в компанию Saber Interactive, где ранее работал, чтобы принять участие в разработке игры MudRunner. Компания Oovee передала Saber Interactive права на разработку игры. Релиз MudRunner состоялся 31 октября 2017 года. В 2020 году была выпущена игра SnowRunner, являющаяся сиквелом MudRunner. А в 2023 году на выставке Gamescom была анонсирована новая игра Expeditions: A MudRunner Game, релиз которой состоялся 5 марта 2024 года.